# Megachernes philippinus
Megachernes philippinus är en spindeldjursart som beskrevs av Beier 1966. Megachernes philippinus ingår i släktet Megachernes och familjen blindklokrypare. Inga underarter finns listade i Catalogue of Life.